# Enačaj
Enačáj (=) je v matematiki znak enakosti ali nakazuje račun.
- 2 + 2 = 4
- 2 + 2 =

Znak je uvedel valižanski zdravnik in matematik Robert Recorde leta 1557. Enačaj postavimo med objekti, za katere navajamo, da so natančno enaki, podobno kot v enačbi ali formuli. Znak zanj v Unicode in ASCII je 003D (šestnajstiško).